# Hans van den Broek
Hans van den Broek (París, 11 de diciembre de 1936 - 22 de febrero de 2025) fue un abogado, político y diplomático neerlandés, una de las principales figuras políticas de los Países Bajos. Conocido por haber ocupado durante once años el cargo de Ministro de Asuntos Exteriores del gobierno holandés entre 1982 y 1993, momento en que se convirtió en Comisario de Asuntos Exteriores en la Comisión Europea.

## Biografía
Hans Van Den Broek comenzó su carrera como abogado. Se unió al Katholieke Volkspartij (KVP) y fue miembro del consejo municipal de Rheden entre 1970 y 1974. Entre 1976 y 1981 fue miembro de la Tweede Kamer, cámara baja del parlamento holandés, como representante del KVP y, más tarde, del partido democristiano (Christen-Democratisch Appèl o CDA).
Fue Ministro de Asuntos Exteriores del gobierno holandés durante tres gobiernos presididos de Ruud Lubbers, y en 1991 fue uno de los negociadores de la Unión Europea en el Acuerdo Brioni, que terminó la guerra de los diez días en Eslovenia. El 6 de enero de 1993 se convirtió en miembro de la Comisión Europea, de nuevo encargado de los Asuntos Exteriores y especialmente de la ampliación de la Unión Europea. Permaneció en el cargo hasta marzo de 1999, momento en el que se retiró de la política europea.
Fue presidente del Instituto de Relaciones Internacionales de Holanda (Clingendael) y de Radio Holanda. También fue consejero de la Fundación Global Panel.
Estaba casado con Josée van Schendel, con quien tuvo dos hijas, una de las cuales es la princesa Marilène de Orange-Nassau, esposa del príncipe Maurits de Orange-Nassau.